# Ove Malling

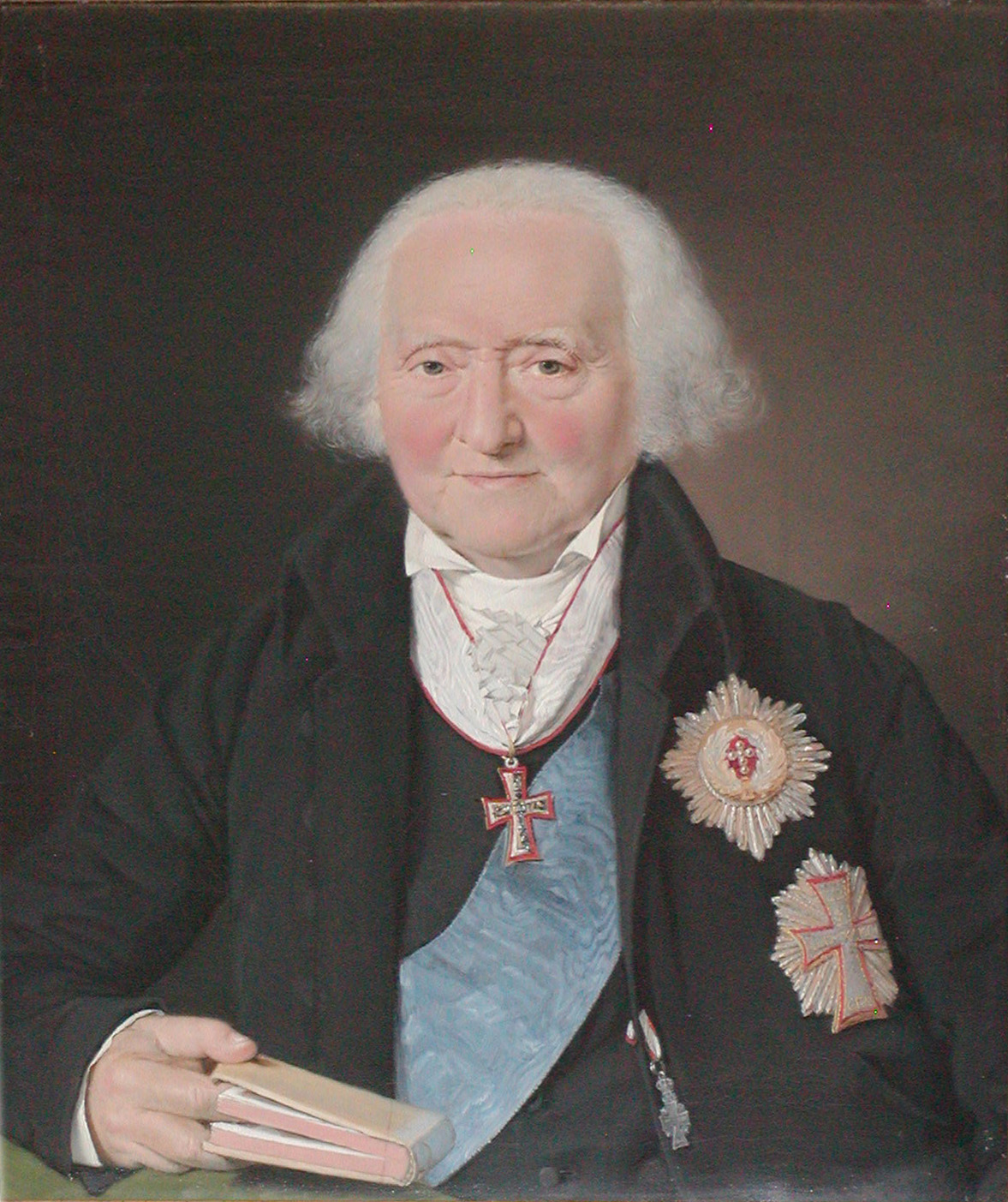
Ove Malling som äldre. Målad 1830 av Chr. Alb. Jensen efter en teckning.
Porträttsamlingen på Frederiksborg slott.

Ove Malling, född 10 december 1747 i Viborg, död 17 november 1829, var dansk inrikesminister, historiker och psalmförfattare representerad i danska Psalmebog for Kirke og Hjem.
Han var son till Peder Pedersen Malling och Charlotte Hylleborg, född Storm. Han döptes i Taarups kyrka den 27 december 1748.
Malling ingick äktenskap 1781 med Christiane Beck (född 1761, död 1834), dotter till Jens Michelsen Beck (1721–1791) och Louise Sophie, född Hagen (1737–1777). De fick 13 barn, av vilka 10 uppnådde vuxen ålder. Bland dem kan nämnas arkitekten Peder Malling.
Han är begraven i Gentofte.

## Uppväxtåren
Fadern köpte 1749 en herrgård i Salling, där Ove Malling tillsammans med en äldre bror undervisades i hemmet. Han gick ett par år i Viborga skola och tog studenten 1763. Han blev teologie kandidat 1766. Malling föredrog att lära sig genom egna studier i hemmet och avslutade sin akademiska karriär och försörjde sig istället som lärare för barnen i en granngård.
Malling föredrog litteratur och historiekunskap, och inspirerades av bland andra Jens Schelderup Sneedorff. Intresset fokuserade han på modersmålets behandling samt de historiska vetenskaperna. Väl i Köpenhamn ökade hans intresse för juridik och en av hans lärare var Jacob Edvard Colbjörnsen. I Köpenhamn kom han också i kontakt med de där aktiva litterära kretsarna, där Ove Høegh-Guldberg blev en central person efter Sneedorffs död. Malling önskade bli ledamot i Sorø akademi, "Sällskapet för de sköna Vetenskaperna", som antog ett par arbeten av hans hand. Dels Forsøg (1774), och i början av 1776 hans sångskådespel Belsor i Hytten.

## VerketStore og gode Handlinger af Danske, Norske og Holstenere
Ove Høegh-Guldberg stödde Mallings intresse och kunskaper om fosterlandets historia. Guldberg uppdrog därför 1775 åt Malling att skriva berättelser om "stora och goda händelser i Danmark, Norge och Holstein", att användas som bredvidläsning till hans egen Verdenshistorie för eleverna vid de latinska skolorna. Denna bok fick Malling i uppdrag att skriva. Malling fick kungligt understöd för uppgiften och följde med hovet till Fredensborg, där han bodde en sommar tillsammans med bland andra Christian Frederik Jacobi och Benjamin Georg Sporon. Boken Store og gode Handlinger af Danske, Norske og Holstenere kunde därför utges redan 1777), och har senare utgivits i flera upplagor (senast år 1992) samt översatts till engelska, tyska och franska.

## Karriär
Det historiska verket banade väg för Malling till "Sekretær og Chef for det vestindisk-guineiske Rente- og Generaltoldkammerkancelli", det vill säga kontorschef på Generaltullkammarkollegiets sekretariat den 27 januari 1777. År 1781 blev han också ledamot i kollegiet och 1797 deputerad, från 1801 äldste deputerad fram till 1809, då han lämnade kollegiet.
I maj 1787 avgick han som kontorschef och gick in i kommissionen "til at undersøge adskillige Poster, Handelen, Told- og Finansvæsen angaaende". Denna kommission var sammansatt av medlemmar från olika kollegier under ledning av Heinrich Ernst Schimmelmann. Malling inte bara förde pennan, utan han genomförde också större delen av förarbetena, för kommissionens åtgärder och beslut. Han invaldes därför i styrelsen för Speciesbanken og Depositokassen (1791–1804), blev 1:e direktör för Köpenhamns fattigväsen (1799–1815), 1783–1802 var han president för Landhusholdningsselskabet, 1796–1811 var han medlem i kommissionen för avbetalningen på skulden, som Köpenhamn hade dragit på sig efter den stora branden där; 1801 bildades på hans initiativ en kommission för de efterlevande till skadade och omkomna i branden, 1804–1816 var han medlem i Karantänsdirektionen; 1807 blev han medlem i och 1810 president för den kommission för Själlands och grannöarnas proviantering under krigen.
Vid sidan av dessa statliga uppdrag fortsatte Malling bevaka sina ungdomsintressen. Som president i Landhusholdningsselskabet förde han ordet vid festligheter. Han blev också medlem i kommissionen för att sammanställa "Evangeliskkristelig Salmebog" (1790–1799), som utgavs 1798. Från 1795 påtog han sig ansvaret för "Kamrenes forenede Arkiv". År 1803 blev han 1:e direktör för "Fødsels- og Opfostringsstiftelsen". Slutligen utnämndes han 1805 till direktionsmedlem för universitetet och de lärde skolorna. Det sistnämnda uppdraget var det som intresserade honom mest. 1809 lämnade han Generaltoldkammeret och utnämndes till kongelig historiograf. Från 1810 medlem i, och från 1817 1:e medlem, i Universitetsdirektionen utförde Malling ett omfattande arbete, för att återupprätta Sorø Akademi. Som historiograf utgav han många skrifter om vetenskapliga händelser i fosterlandets historia och arbetade för att grunda och ordna landets arkiv. Han valdes 1822 till ordförande för "Det kongelige danske Selskab for Fædrelandets Historie". Följande år, 1823, blev han chef för Det Kongelige Bibliotek, med Erich Christian Werlauff som bibliotekarie. 
Då danske kungen i december 1813 såg sig om efter pålitliga rådgivare i den rådande politiska situationen, var Malling en av de kallade. Han utsågs till statsråd, och blev riksbanksdirektör till 1818. Den 9 januari 1824 utnämndes han efter Niels Rosenkrantz död till Gehejmestatsminister. Denna ställning, liksom uppdragen i universitets-direktionen och vid biblioteket behöll han till sin död.
Även om Malling egentligen inte var en framträdande personlighet, kan han sägas ha intagit en betydande plats i det danska ämbetsmannaståndet, särskilt under tiden före 1800. Han har också efterlämnat bestående minnen i den danska historiska litteraturen.
Han utnämndes till Kommandør af Dannebrog 1809, erhöll Storkors 1811, Gehejmekonferensråd 1812, Riddare av Elefanten 1826), han var den förste vid sidan av Anders Sandøe Ørsted, som i Enväldets tid blev medlem av Gehejmestatsrådet och Riddare av Elefanten utan att tillhöra adeln.